# علاء ولي الدين
علاء ولي الدين (11 أغسطس 1963 – 11 فبراير 2003 ) ممثل كوميدي مصري، بدأت علاقته بالفن من خلال والده الفنان سمير ولي الدين في التلفزيون حيث شارك بالعديد من المسلسلات والسهرات التلفزيونية، ظهر في أدوار مساندة مع نجوم السينما المصرية أمثال الزعيم عادل أمام والفنانة يسرا في فيلم رسالة إلى الوالي، المنسي، الإرهاب والكباب، قدم علاء ولى الدين بطولة أعمال منها فيلم عبود على الحدود، الناظر، ابن عز، وكذلك فيلم عربي تعريفة إلا أنه هذا الفيلم لم يكتمل لوفاته أثناء التصوير". فارق الحياة عن عمر ناهز 39 عامًا من جراء مضاعفات السكرى الذى كان يعانى منه.

## حياته
ولد علاء سمير سيد ولي الدين في 11 أغسطس 1963 في قرية الجندية بمركز بني مزار في محافظة المنيا. كان جده الشيخ سيد ولي الدين مؤسس مدرسة في القرية أنشأها على نفقته الخاصة وظلت تعمل لأعوام إلى أن انتقلت إلى الجهات الحكومية. أما والده سمير ولي الدين فكان ممثلًا ومديرًا عامًا لملاهي القاهرة.
تخرج من مدرسة مصر الجديدة الثانوية العسكرية وفي عام 1985 حصل على شهادة بكالوريوس التجارة من جامعة عين شمس. وبرز من خلال أدوار ثانوية في أفلام عادل إمام ثم انطلق بعد ذلك وقام ببطولة عدة أفلام. ساهم في ظهور عدد من نجوم الساحة الفنية الحاليين أمثال أحمد حلمي وكريم عبد العزيز ومحمد سعد، في شخصية «اللمبي» كان أول ظهور لها في فيلم الناظر وبعدها انطلق محمد سعد وأصبح نجم شباك.

## أعماله الفنية

### الأفلام
- غبي على الزيرو
- عيون الصقر
- أيام الغضب
- آيس كريم في جليم مع عمرو دياب وأشرف عبد الباقي
- هدى ومعالي الوزير، قصة الكاتب نبيل خالد إخراج سعيد مرزوق
- الذل
- رسالة إلى الوالي مع عادل إمام ويسرا
- خلطبيطة
- حلق حوش مع محمد هنيدي وليلى علوي ويوسف داوود
- ضحك ولعب وجد وحب مع عمرو دياب ويسرا وصلاح عبد الله وعمر الشريف
- زيارة السيد الرئيس
- الإرهاب والكباب مع عادل إمام وكمال الشناوي ويسرا وأحمد راتب
- المنسي مع عادل امام ويسرا
- بخيت وعديلة مع عادل إمام وشيرين
- بخيت وعديلة 2 - الجردل والكنكة مع عادل إمام وشيرين
- النوم في العسل مع عادل إمام وشيرين سيف النصر
- الجينز مع جالا فهمي وفاروق الفيشاوي
- علاقات مشبوهه مع جالا فهمي
- سمكه و أربع قروش مع محمد هنيدي وأحمد آدم وجالا فهمي

### البطولات المطلقة
- عبود على الحدود (حقق نجاح جماهيري) مع الفنان الكبير حسن حسني والشباب أحمد حلمي وكريم عبد العزيز والفنانة غادة عادل.
- الناظر (حقق نجاح منقطع النظير) مع الفنان الكبير حسن حسني والشباب أحمد حلمي ومحمد سعد بشخصية اللمبي لأول مرة.
- ابن عز
- عربي تعريفة (هذا الفيلم لم يكتمل لوفاته أثناء تصويره)
- مسرحية حكيم عيون
- مسرحية الابندا
- مسرحية لما بابا ينام
- مسرحية عيال تجنن

### فيديو كليب
- 1995: راجعين، مع المطرب عمرو دياب وظهر العديد من النجوم مثل غادة عادل، طلعت زين، عزت أبو عوف، حسين الإمام.

### المسلسلات التلفزيونية
- زهرة والمجهول.
- علي الزبيق.
- الزيني بركات، مع أحمد بدير ونبيل الحلفاوي.
- وإنت عامل إيه.
- فوازير أبيض وأسود.
- طاش ما طاش (الجزء الأول)، (السعودية).
- لا للزوجات، (السعودية).
- 1994: العائلة، مع محمود مرسي.
- يوميات ونيس.

### فوازير
- المناسبات

## وفاته
فارق الحياة عن عمر يناهز التاسعة والثلاثون والذي وافق آنذاك أول أيام عيد الأضحى من جراء مضاعفات السكري الذي كان يعاني منه. جدير بالذكر أن آخر عرض في السينما لعلاء ولي الدين كان ابن عز لكن آخر فيلم قام بتصويره ولم يكتمل تصويره نتيجة لوفاته هو فيلم عربي تعريفه للمخرج حازم الحديدي.
دُفنَ علاء ولي الدين في مقبرته الخاصة في مدينة نصر، وفيها والدته وأخوه خالد، ثم قرّرَ معتز ولي الدين شقيق علاء أن ينقل قبور أخويه علاء وخالد ووالدته إلى مقابر العائلة في منطقة السيدة عائشة، وقال معتز إن «سعيه لنقل جثامين بقية العائلة في السيدة عائشة في مقابر جده الشيخ سيد علي ولي الدين جاء من حرصه على وضعهم جميعاً في مكان واحد».

## روابط خارجية
- علاء ولي الدين على موقع IMDb (الإنجليزية)
- علاء ولي الدين على موقع الدهليز
- علاء ولي الدين على موقع قاعدة بيانات الأفلام العربية
- علاء ولي الدين على موقع قاعدة بيانات الفيلم (الإنجليزية)